# Chiemgauer Tracht

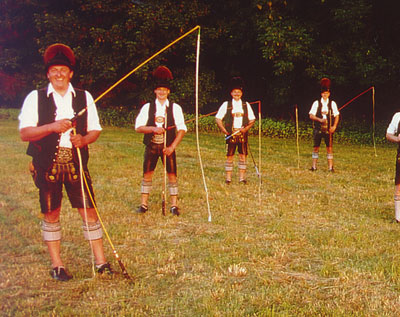
Goaßlschnalzer in der Chiemgauer Tracht mit Leinenhemd, kurzer Lederhose, Haferlschuhen, Loferl und Hut mit Gamsbart

Die Chiemgauer Tracht ist eine im Gebiet des Chiemgaus getragene Tracht.
Die Tracht wird von Trachtenvereinen, den Gebirgsschützen, Musikkapellen und auch vielen Burschenvereinen gepflegt. Viele Bewohner des Chiemgaus besitzen eine Tracht, ohne in einem Trachtenverein o. Ä. zu sein. Die Chiemgauer Tracht ist – wie die heutigen oberbayerischen Gebirgstrachten im Allgemeinen – kein historisches Gewand im wissenschaftlichen Sinne. Sie hat sich erst in der Zeit vor 1900 mit der Verbreitung der Trachtenvereine im oberbayerischen Raum entwickelt.

## Bestandteile der Männertracht

### Hut
Zur Chiemgauer Männertracht gibt es drei gebräuchliche Hutformen:
- Den Aschauer Hut, ein spitzer oft seitlich etwas eingedrückter grüner Hut aus Velours
- Den aus Berchtesgaden stammenden Rundscheibling
- Den Hohenaschauer Stopselhut (wird ausschließlich vom GTEV D'Griabinga Hohenaschau getragen)

Ähnlich den Uniformkopfbedeckungen wird er von Trachtlern nicht abgenommen, Ausnahmen sind das Betreten des Gotteshauses und kirchliche Handlungen im Freien. Als Hutschmuck sind verschiedene Jagdtrophäen verbreitet. Bei den Trachtenvereinen werden je nach Vereinszugehörigkeit Gamsbärte, Adlerflaum oder Spielhahnfedern getragen.

### Hemd
Das Hemd besteht meist aus elfenbeinfarbenem Leinen oder Baumwolle mit Perlmuttknöpfen oder Wäscheknöpfen. Im Steg sind oft die Initialen mit Kreuz- oder Blattstich eingestickt.

### Lederhose mit Hosenträger
Die originale Chiemgauer Lederhose wird in Handarbeit hergestellt. Die kurze Hose hat eine gelbe oder lindgrüne reichhaltig gestickte Auszier. Die Gestaltung der Auszier richtet sich meist nach sehr alten Vorlagen. Die Hose hat vorne einen Latz, wird unten an den Seiten mit Bandln geschnürt und besitzt eine Messertasche, auf der die Initialen eingestickt sein können. Die Hosen von aktiven Schuhplattlern sehen oft aus, als ob sie aus Nappaleder wären. Diese Optik entsteht durch das Einreiben mit Melkfett, was den Schlag lauter werden lässt. Die Kniebundhose hat meist eine weiße Auszier, typisch ist die Applikation einer Tellernaht auf dem Gesäß.
Der lederne Trägerriemen der Hosenträger ist zwischen 2 und 3 cm breit, am Rücken gekreuzt (oft von einer Silberspange gehalten) und hat die Schließen über dem Taferl. Aufwändigere Taferl haben alte Stickereien, Hornverzierungen oder die König-Ludwig-Plakette. Außerhalb der Trachtenvereine verbreitet ist auch der sogenannte Norwegerträger oder auch Kraxn.

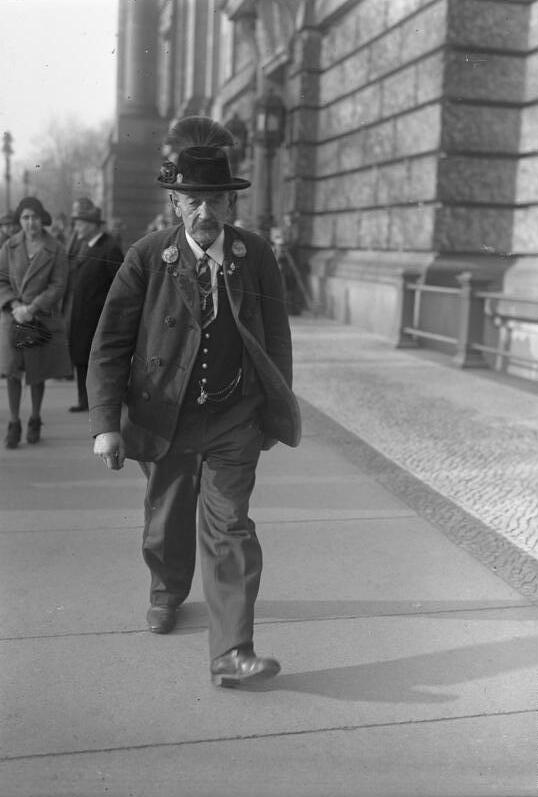
MdR Georg Eisenberger 1930 im Forstgrünen Anzug

### Laibe (Weste)
Zur Tracht wird eine grüne Weste (auch Laibe oder Gilet) getragen. Die Vorderseite in Filz, der Rücken aus schwarzer oder grüner Seide, Schwalbentaschen (geschwungen) oder Kastentaschen und Silberknöpfe. Oben wird die Weste oft mit einer oder zwei silbernen Knopfketten geschlossen.

### Jacke bzw. Forstgrüner Anzug
Die Chiemgauer Joppe wird in den Ausführungen grau, forstgrün oder auch lindgrün getragen. Die Joppe ist hinten nicht geschlitzt und hat oft hellgrüne Eichenlaub-Filzapplikationen. Zu besonderen Festlichkeiten und Trauerfeiern wird oft ein "Forstgrüner Anzug" getragen, bestehend aus forstgrüner Hose, grünem Laibi und forstgrüner Chiemgauer Joppe.

### Strümpfe und Schuhe
Getragen werden hellgraue bis zum Knie reichende Wollstrümpfe, die oft kunstvoll in grün bestickt sind, zur kurzen Hose auch Wadlstrümpfe (Loferl) mit gelben oder hellgrünen Verzierungen. Zur Tracht werden heute meist Haferlschuhe mit seitlicher Schnürung getragen. Der Schuh ist aus schwarzem Leder, heller dünner Ledersohle und hat einen flachen Absatz.

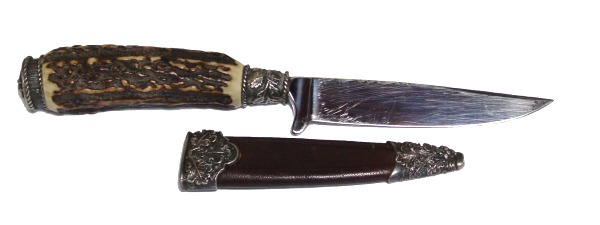
Trachtenmesser

### Schmuck
Zusätzlich zu anderem Schmuck werden oft auch noch Broschen oder Nadeln an der Joppe getragen (meist Auszeichnungen vom Preisplattln oder sonstige Ehrungen). Sind diese nicht zu groß, können sie auch den Hut zieren. Zwischen den beiden äußersten vorderen Knöpfen der Lederhose wird manchmal ein Chariwari, eine mit verschiedenen alten Münzen, Krallen, Hornschnitzereien oder Ähnlichem bestückte Kette getragen. 
Zur Tracht wird vielfach auch eine silberne oder goldene Taschenuhr mit Sprungdeckel an einer Uhrkette getragen.
Beim obligatorischen seitlich in der Messertasche getragenen Messer (jagdlich: Nicker; umgangssprachlich: Hirschfänger) mit einer Klingenlänge zwischen 6 und 12 cm gibt es beim Griff verschiedene Möglichkeiten: Reh- bzw. Hirschhorn oder Goasfuas. Die Hornmesser sind meist mit Silber beschlagen oder mit Hornschnitzereien verziert. Der Goasfuas ist in Wirklichkeit meist ein Rehfuß, in den die Klinge eingearbeitet wurde.

## Bestandteile der Frauen- und Mädchentracht

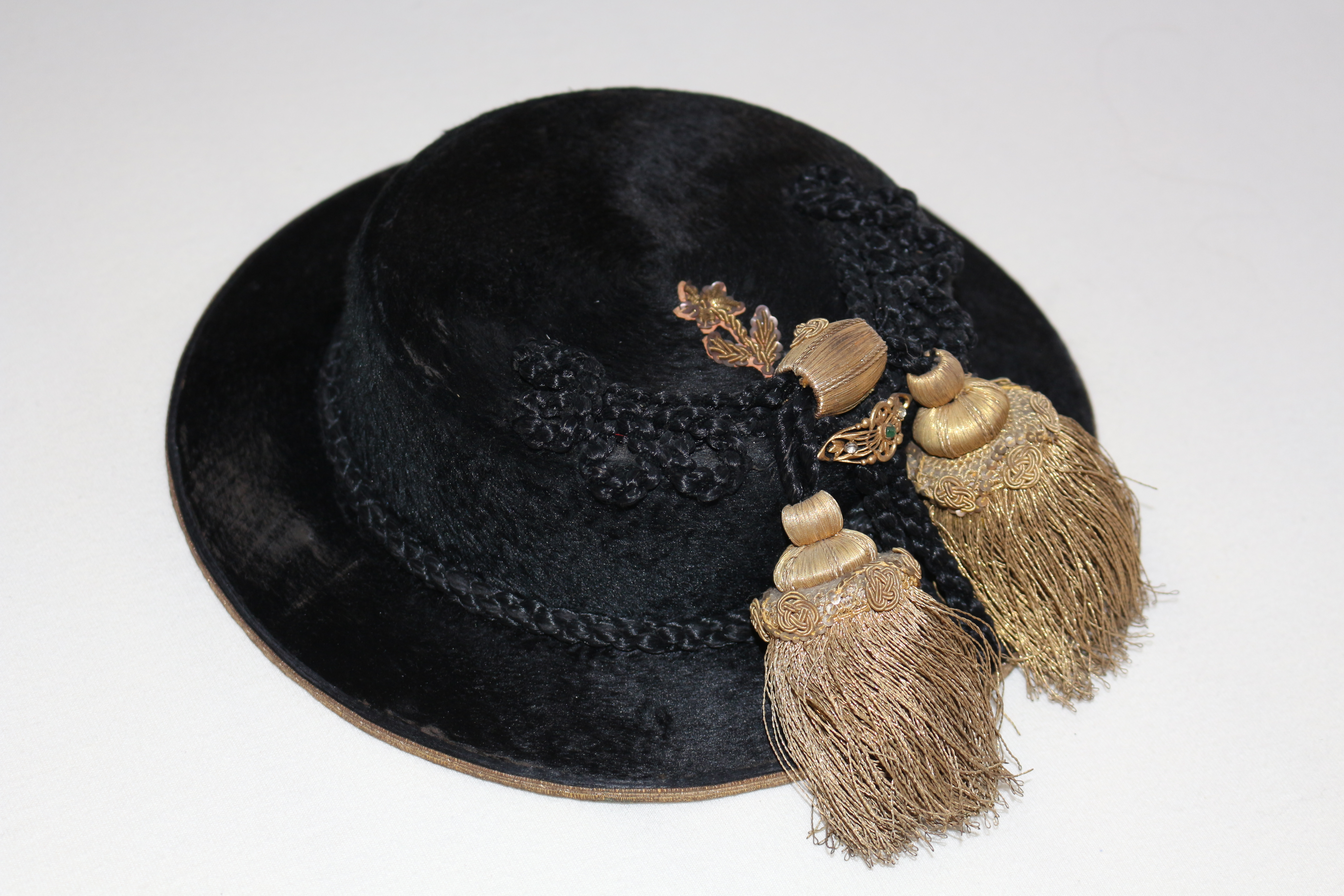
Priener Hut

### Hut
Zur Chiemgauer Frauen- und Mädchentracht gibt es zwei gebräuchliche Hutformen:
- Den Priener Hut, ein um 1894 entworfener Hut in Zylinderform mit Goldquasten und meist mit einem Samtband
- Den Aschauer Hut, oft mit Spielhahnfedern

### Gewand
Zur Tracht der unverheirateten Dirndl gehören ein Mieder, an dem ein Rockhaken angebracht ist, dazu ein handgereihter Rock mit weißer Bluse, Schürze, Fransentuch, weiße lange Baumwollstrümpfe oder Strumpfhosen und schwarze Leder-Trachtenschuhe. Die typischen Farben für den Rock sind schwarz, grün und weinrot (eher selten blau – ist eher in der Miesbacher und der Tracht des Oberlandes üblich) und für das Mieder immer schwarz, für die Schürze und das Tuch hellblau, rosa, lindgrün oder natur mit rot-grünem Rosenmuster (z. B. Bernau).
Verheiratete (ältere) Frauen tragen sogenannte „Röcki“ aus schwarzer handgereihter Seide als Tracht. Sie besteht aus einem reich mit Borten, Spitzen oder Froschmäulchen verzierten wadenlangen Rock (der Rock darf aber nicht länger sein, als dass noch ein Masskrug darunter Platz hat) und Schürze. Dazu werden schwarze Lederschuhe, schwarze blickdichte Seidenstrümpfe und in der Regel der Priener Hut mit einem bestickten Samtband oder Taftband getragen.

### Schmuck
Zum Schmuck gehören neben dem obligatorischen Hutschmuck ein Samthalsband oder eine mehrreihige Halskette ("Kropfkette") sowie Haarschmuck und Ohrringe. An Festtagen wird auch Blumenschmuck getragen.